# فرانك باتريك نجامبي
فرانك باتريك نجامبي (بالفرنسية: Franck Patrick Njambe)‏ (24 أكتوبر 1987 بدوالا في الكاميرون - ) هو لاعب كرة قدم كاميروني في مركز الوسط. شارك مع منتخب الكاميرون لكرة القدم. أما مع النوادي، فقد لعب مع بوروسيا دورتموند 2 وبوروسيا دورتموند ونادي أوردينغن 05 و وSC Wiedenbrück ‏ وWestfalia Rhynern ‏.

## وصلات خارجية
- فرانك باتريك نجامبي على موقع قاعدة بيانات كرة القدم.إي يو (الإنجليزية)
- فرانك باتريك نجامبي على موقع عالم كرة القدم.نت (الإنجليزية)